# Estreito de Vilkitsky

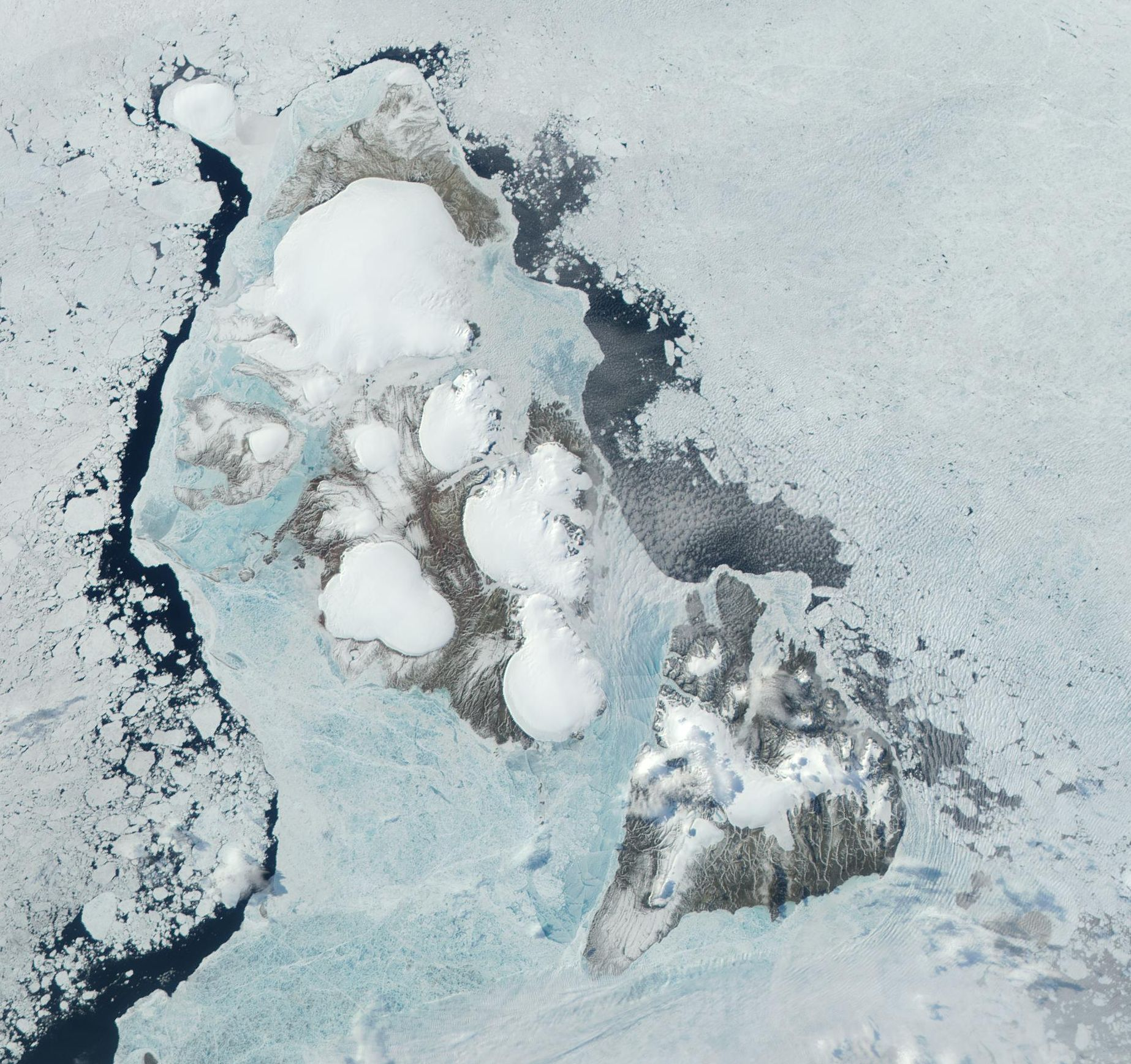
Localização do estreito

O estreito de Vilkitsky (em russo:  пролив Вилькицкого) é um estreito marinho que separa a península de Taymyr, na costa da Sibéria, da Ilha Bolchevique. O estreito conecta águas do mar de Kara, ao oeste, com as do mar de Laptev, ao leste, ambas no  Ártico russo.
Administrativamente, o estreito forma parte do Krai de Krasnoyarsk.
O estreito foi nomeado em 1918 em homenagem a Boris Vilkitsky  (1885-1961), marinheiro e hidrógrafo russo que dirigiu a Expedição Hidrográfica ao Oceano Ártico (1913-1915) na qual foi descoberto o arquipélago de Severnaya Zemlya.

## Geografia
O comprimento do estreito é de cerca de 104 km, a sua largura de 55 km e a sua profundidade varia entre 32 e 210 m. As águas do estreito são cobertas com gelo (banquisa) durante todo o ano.
Às margens do lado da península de Taymyr são cobertos por vegetação de tundra. A costa norte é mais elevada e sua altura diminui em direção ao sul.Os rios que desaguam no estreito de Vilkitsky são modestos, não muito profundos e não permitem a navegação.

## História
O primeiro ocidental de que se tem notícia que esteve na parte siberiana do estreito foi o explorador russo Semion Chelyuskin, que em maio de 1742 denominou o cabo Leste-Norte (em 1842 a Sociedade Geográfica da Rússia mudou seu nome para Chelyuskin, em homenagem ao seu descobridor).

### Expedição de Nordenskjöld (1878)
A expedição de Adolf Erik Nordenskjöld foi a primeira que navegou nas águas do estreito, além de ser a primeira expedição que conseguiu atravessar a Passagem do Nordeste e navegar em todo o continente eurasiano entre 1878 e 1880, a bordo do navio baleeiro Vega. A expedição chegou ao cabo Chelyuskin no dia 10 de agosto, poucos dias depois começaram a dedicar sua expedição á uma maior investigação científica e continuaram avançando em direção leste, sempre bem perto do litoral, ficaram presos no gelo em setembro perto do Estreito de Bering.

### Expedição Hidrográfica ao Oceano Ártico (1911-13)
A expedição científica russa, Expedição Hidrográfica ao Oceano Ártico, dirigida por Boris Vilkitsky, com os navios quebra-gelo Vaygach e Taymyr, começou em 1911, foi a primeira a navegar e descobrir as águas do leste do estreito em 1913. O estreito leva seu nome em homenagem desde 1918.